# Diócesis de Chosica
La diócesis del Chosica (en latín: Dioecesis Chosicana) es una circunscripción eclesiástica de la Iglesia católica en Perú. Se trata de una diócesis latina, sufragánea de la arquidiócesis de Lima. Desde el 27 de diciembre de 2023 su obispo es Jorge Enrique Izaguirre Rafael, de la Congregación de Santa Cruz.

## Territorio y organización
La diócesis tiene 3418 km² y extiende su jurisdicción sobre los fieles católicos de rito latino residentes en 7 distritos de la parte nororiental de la provincia de Lima en el departamento de Lima: San Juan de Lurigancho, Santa Anita, Ate, Chaclacayo, Lurigancho-Chosica; así como la provincia de Huarochirí de la provincia de Lima. Limita al suroeste con la sede metropolitana de Lima, al oeste con la diócesis de Carabayllo, al norte con la diócesis de Huacho y al sureste con la prelatura territorial de Yauyos.
La sede de la diócesis se encuentra en la ciudad del Huaycán, en donde se halla la Catedral de San Andrés.
En 2021 en la diócesis existían 30 parroquias agrupadas en 4 vicarias. Cada vicaria está a cargo de un vicario, siendo el coordinador en su circunscripción. Además, cada vicario funge a la vez como párroco de la parroquia sede de su vicaria.
| Vicarias | Titular                    | Parroquias |
| -------- | -------------------------- | ---------- |
| I        | José Areeplackal           | 6          |
| II       | Julián Quiñonez Yabar      | 8          |
| III      | Víctor García Teresa, IEME | 12         |
| IV       | Paulin Joachin Kameni      | 4          |

## Historia
La diócesis fue erigida el 14 de diciembre de 1996 por el papa Juan Pablo II, obteniendo el territorio de la arquidiócesis de Lima. Fue reconocida por el Estado en 1997.
El seminario diocesano dedicado a san Martín de Porres fue establecido el 22 de marzo de 2000.
El 6 de julio de 2001 la diócesis se amplió por decreto de la Sagrada Congregación para los Obispos, extendiendo su jurisdicción a cuatro parroquias, correspondientes a la provincia de Huarochirí, que anteriormente pertenecía a la prelatura territorial de Yauyos.
El obispo Jorge Izaguirre Raphael, C.S.C., fue nombrado por el papa Francisco el 11 de enero de 1997.

## Estadísticas
Según el Anuario Pontificio 2022 la diócesis tenía a fines de 2021 un total de 1 899 400 fieles bautizados.
| Año                                                                             | Población            | Población | Población      | Sacerdotes | Sacerdotes    | Sacerdotes    | Bautizados por sacerdote | Diáconos permanentes | Religiosos | Religiosos | Parroquias |
| Año                                                                             | Bautizados católicos | Total     | % de católicos | Total      | Clero secular | Clero regular | Bautizados por sacerdote | Diáconos permanentes | Varones    | Mujeres    | Parroquias |
| ------------------------------------------------------------------------------- | -------------------- | --------- | -------------- | ---------- | ------------- | ------------- | ------------------------ | -------------------- | ---------- | ---------- | ---------- |
| 1999                                                                            | 1 234 497            | 1 371 661 | 90.0           | 88         | 25            | 63            | 14 028                   |                      | 75         | 343        | 23         |
| 2000                                                                            | 1 271 529            | 1 412 806 | 90.0           | 80         | 19            | 61            | 15 894                   |                      | 89         | 343        | 23         |
| 2001                                                                            | 1 330 750            | 1 481 100 | 89.8           | 82         | 20            | 62            | 16 228                   |                      | 98         | 353        | 23         |
| 2002                                                                            | 1 361 768            | 1 600 266 | 85.1           | 91         | 33            | 58            | 14 964                   |                      | 101        | 343        | 28         |
| 2003                                                                            | 1 361 768            | 1 602 244 | 85.0           | 99         | 35            | 64            | 13 755                   |                      | 158        | 342        | 28         |
| 2004                                                                            | 1 509 405            | 1 760 005 | 85.8           | 109        | 43            | 66            | 13 847                   |                      | 162        | 340        | 28         |
| 2006                                                                            | 1 531 150            | 1 780 000 | 86.0           | 137        | 42            | 95            | 11 176                   |                      | 195        | 368        | 28         |
| 2013                                                                            | 1 706 000            | 1 931 000 | 88.3           | 131        | 47            | 84            | 13 022                   |                      | 246        | 471        | 30         |
| 2016                                                                            | 1 716 000            | 2 145 000 | 80.0           | 150        | 54            | 96            | 11 440                   |                      | 212        | 693        | 30         |
| 2019                                                                            | 1 891 000            | 2 217 000 | 85.3           | 147        | 66            | 81            | 12 863                   |                      | 198        | 421        | 30         |
| 2021                                                                            | 1 899 400            | 2 227 818 | 85.3           | 124        | 57            | 67            | 15 317                   |                      | 147        | 386        | 30         |
| Fuente: Catholic-Hierarchy, que a su vez toma los datos del Anuario Pontificio. |                      |           |                |            |               |               |                          |                      |            |            |            |

### Educación
- Seminario Mayor "San Martín de Porres": e enfoca en la formación de sacerdotes para el clero secular. El seminario fue formado el 22 de marzo de 2000 por el obispo Norbert Strottman Hoppe, en su tercer año de pontificado. Las actuales autoridades del Seminario son Pbro. Nicolás Guerrero Caña como Rector, Pbro. Francisco Huaman Montero como Vicerrector, Pbro. Edgardo Ocampo Sánchez y Pbro. Deean Carlos Pérez Ravicagua como Formador de Propedeútico.[6] Está ubicado en Jr. Fray Martin S/N Mz. F Lt. 1-2 El Descanso, Huaycán, Ate.
- Instituto de Teología Pastoral "Fray Martin": se enfoca en ofrecer una formación básica en Teología, mediante cursos fundamentales, en la modalidad a distancia.[7] Fundado en el año 1999. Sus objetivos son brindar una preparación básica y contribuir a la formación de los fieles. El campus se ubica en el Jiron Fray Martín, Urbanización Residencial El Descanso, Mz F, lotes 12-13. en Ate.[8]
- Instituto de Educación Superior Pedagógico Privado "Nuestra Señora de la Evangelización": fundado el 7 de abril de 1982 por el arzobispo Juan Cardenal Landázuri Ricketts, catorce años antes del establecimiento de la sede episcopal de Chosica, y reconocido por el Estado en 1982.[9] A partir del año 2002 pertenece a la diócesis de Chosica. Su objetivo es brindar una calidad educativa con una sólida formación teológica, pedagógica, humanista y catequética contribuyendo a la construcción de la iglesia a través de la educación, forma profesores de educación religiosa. El campus se ubica en las Coralinas Mz. LL-Lote 7-Las Flores de Lima en San Juan de Lurigancho, fue construido en el año 2000 y abarca unos 1932 m². Comprende un moderno complejo de tres pisos compartido con las oficinas de curia episcopal de Chosica que contiene una biblioteca, cafetería, auditorio y un patio.

## Episcopologio
- Norbert Klemens Strotmann Hoppe, M.S.C. (11 de enero de 1997-27 de diciembre de 2023 retirado)
- Jorge Enrique Izaguirre Rafael, C.S.C., desde el 27 de diciembre de 2023